# Roches (Loir-et-Cher)
Roches is een gemeente in het Franse departement Loir-et-Cher (regio Centre-Val de Loire) en telt 73 inwoners (2009). De plaats maakt deel uit van het arrondissement Blois.

## Geografie
De oppervlakte van Roches bedraagt 8,4 km², de bevolkingsdichtheid is dus 8,7 inwoners per km².
De onderstaande kaart toont de ligging van Roches (Loir-et-Cher) met de belangrijkste infrastructuur en aangrenzende gemeenten.

## Demografie
Onderstaande figuur toont het verloop van het inwonertal (bron: INSEE-tellingen).